# ナノスケール

リボソームは、ナノスケールのタンパク質動力学を利用する分子マシン

さまざまな生物学的および技術的生成物のスケールの比較。

ナノスコピックスケール（またはナノスケール）は通常、ナノテクノロジーに適用可能な大きさの構造を指し、通常は1 - 100ナノメートル (nm) 程度。ナノメートル (nanometre) とは10-9 (10億分の1) メートルである。ナノスケールは（大まかに言えば）ほとんどの固体にとってはメゾスコピック領域の下限である。
ナノスケールは、技術的な観点では、より大きなスケールでは均一化されていると見なせる物質が、実際には分子一つ一つがそれぞれに起こしている動きや挙動によって発生する物性の変動でシステムの動作に無視できない影響（多くの場合、数パーセント）を及ぼし始めるサイズである。
ナノスケールは、材料の特性が変化する点として考えられる場合もある。これより大きければ、材料の特性とは、「バルク」または「ボリューム」効果、つまり、どの原子がどの程度の量で存在していて、それがどのように結合しているかで決まる。これより小さいと、材料の特性が変化し、存在する原子のタイプとそれらの相対的な関係も依然として重要だが、「表面積効果」（量子効果とも呼ばれる）が顕著になってくる。極小スケールでは量子力学的な影響が現れるので、物体の形状、つまり厚さや幅などが、材料の特性に劇的な影響を与える可能性がある。

2014年10月8日にノーベル化学賞を受賞したエリック・ベツィグ、ウィリアム・モーナー、シュテファン・ヘルの業績は「超解像蛍光顕微鏡の開発」であり、「光学顕微鏡（マイクロスコープ）をナノスコープにした」  

## ナノマシン

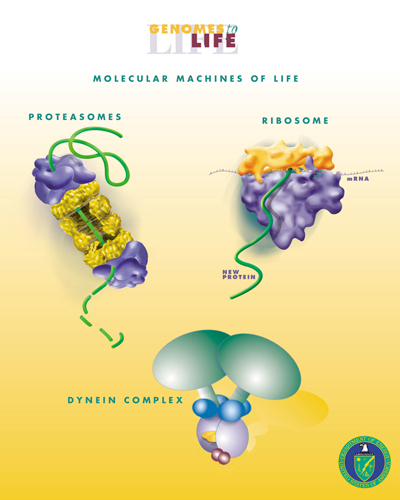
いくつかの生物学的分子機械

最も複雑なナノスケールの分子マシンは、細胞内に見られるタンパク質であり、多くの場合、タンパク質複合体となっている。いくつかの生物学的機械はモータータンパク質で、たとえば、筋収縮の原因となるミオシン、細胞内の荷物を微小管に沿って細胞核から遠ざけるキネシン、細胞内の荷物を核に向かって移動させて、繊毛と鞭毛を運動させるダイニンなど。
「事実上、[運動性繊毛]はおそらく分子複合体中の600を超えるタンパク質で構成されるナノマシンであり、その多くは独立してナノマシンとしても機能します」
「柔軟なリンカーは、それらによって接続された移動性のタンパク質ドメインに結合パートナーを動員し、タンパク質動力学によって長距離アロステリック効果を誘発することを可能にします」
他の生物学的マシンがエネルギー生成に関与している。たとえば、ATP合成酵素は、ミトコンドリア内膜での化学浸透を利用して、「生体のエネルギー通貨」であるATPを回転しながら合成している。DNAを複製するDNAポリメラーゼ、mRNAを生成するRNAポリメラーゼ、イントロンを除去するスプライセオソーム、タンパク質を合成するリボソームなど、さらに他のマシンが遺伝子発現を担っている。これらのマシンとそのナノスケールの動力学は、現時点で人工的に構築されているどの分子マシンよりもはるかに複雑である。